# طاق طبیعی

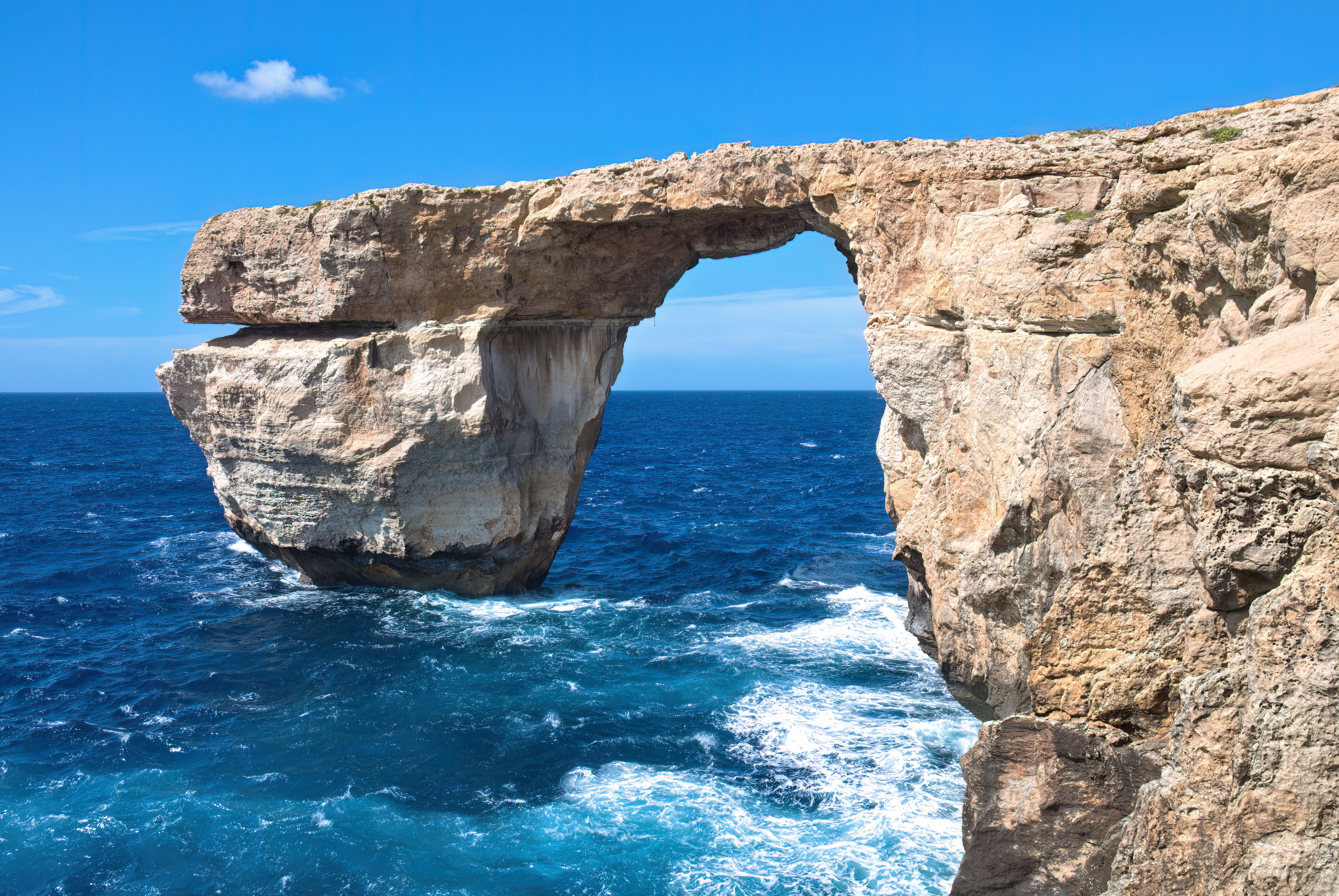
پنجره آزور در مالت، که در سال ۲۰۱۷ ویران شد.

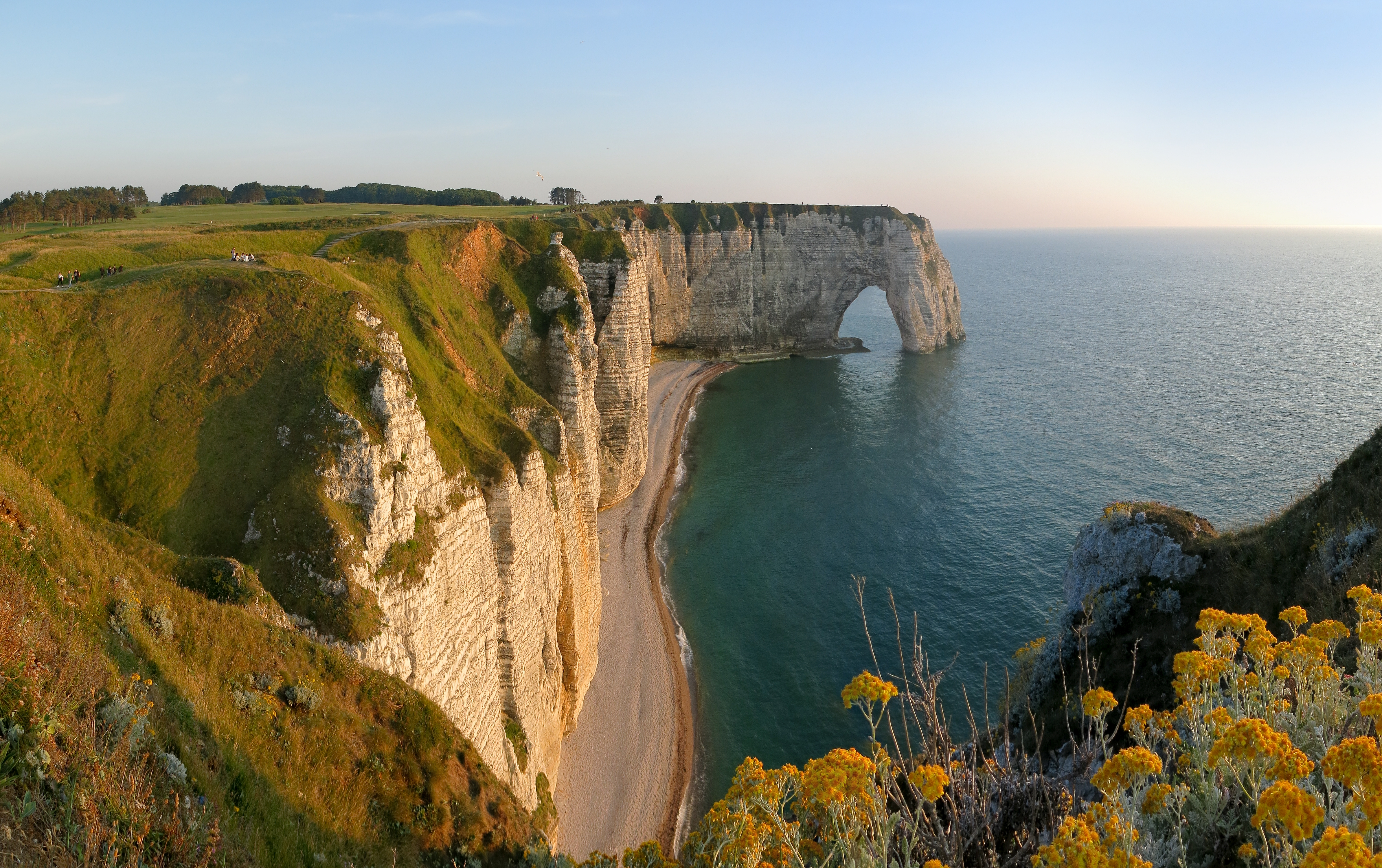
نگاره‌ای از یک طاق صخره‌ای در ساحل اِترتا در نرماندی، فرانسه. در گوشهٔ راست نگاره، گیاه برگ نقره‌ای روئیده است.

طاق طبیعی (انگلیسی: Natural arch)، پل طبیعی یا طاق صخره‌ای، ساختاری طبیعی از سنگ است به شکل یک قوس که با از بین رفتن و بازشدن لایه‌های زیرین تشکیل شده باشد. اغلب این طاق‌ها در پرتگاه‌ها، پرتگاه‌های ساحلی، صخره دریایی و در اثر فرسایش حاصل متأثر از دریا، رودخانه‌ها و هوازدگی به وجود می‌آیند. 
بیشتر طاق‌های طبیعی از باله‌ها و پشته‌های دریایی تشکیل‌شده از ماسه‌سنگ و سنگ‌های آهکی و با شکل‌هایی شیب‌دار، عمودی و صخره‌ای به وجود آمده‌اند. این سازه‌ها به علت فرسایش، سریع‌تر از مقیاس زمانی زمین‌شناسی باریک می‌شوند.